# Jonas Høgh-Christensen
Jonas Høgh-Christensen (Copenhague, 21 de maio de 1981) é um velejador dinamarquês.

## Carreira
Jonas Høgh-Christensen conquistou a medalha de bronze na classe finn em 2012